# Ботанічний сад

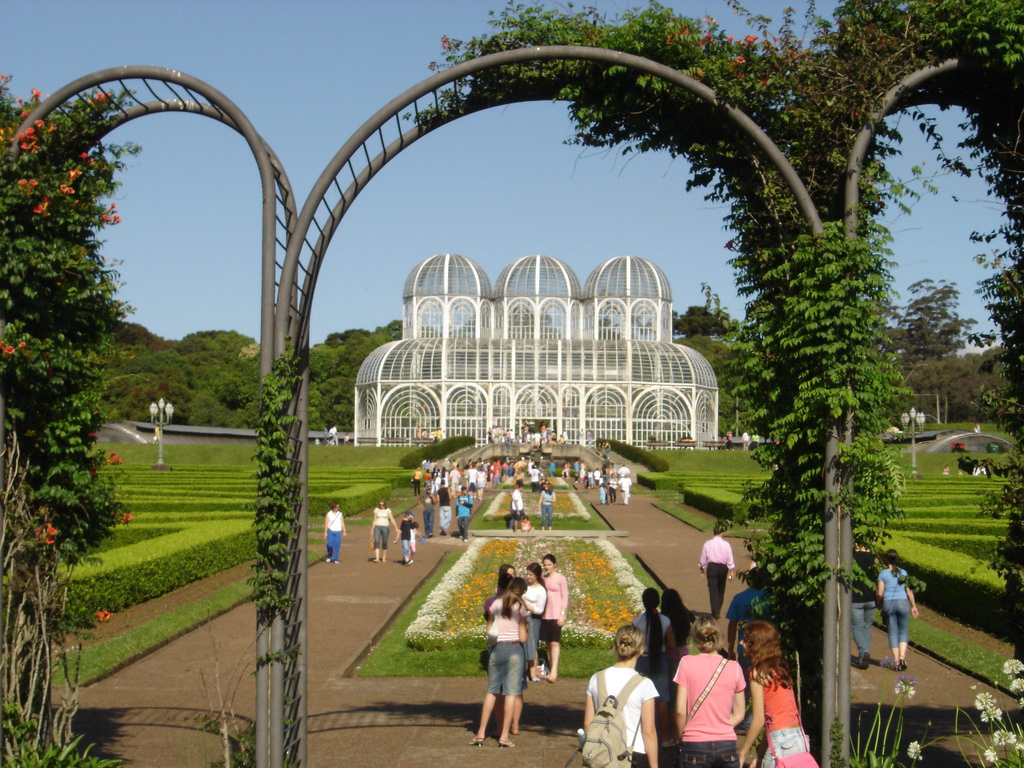
Куритиба, Бразилія

Ботані́чний сад́ — науково-дослідницький та культурно-просвітницький заклад, в якому проводиться накопичення колекцій флори з метою її вивчення, збереження, культивування й акліматизації; пошук і добір рослин, перспективних для створення зелених насаджень і здійснення інших видів господарської діяльності; робота щодо збереження генофонду рослинного світу. У ботанічному саду створюються ділянки рідкісних і звичайних рослин, а також місцевої природної рослинності. Розрізняють ботанічні сади державного та місцевого значення.

## Перші ботанічні сади в Європі
- 1542 р. м. Лейпциг, Німеччина
- 1543 р. м. Піза, Італія
- 1576 р. м. Падуя, Італія
- 1576 р. м. Лейден, тоді Нідерланди, у 17 ст. — Голландія.

Серед перших був і ботанічний сад у місті Болонья, заснований натуралістом Уліссе Альдрованді (1522—1605). Він цікавився не тільки ботанікою, а й зоологією. Тому залишив у місті також Зоологічну колекцію, що стала підмурками Зоологічного музею.

## В Україні

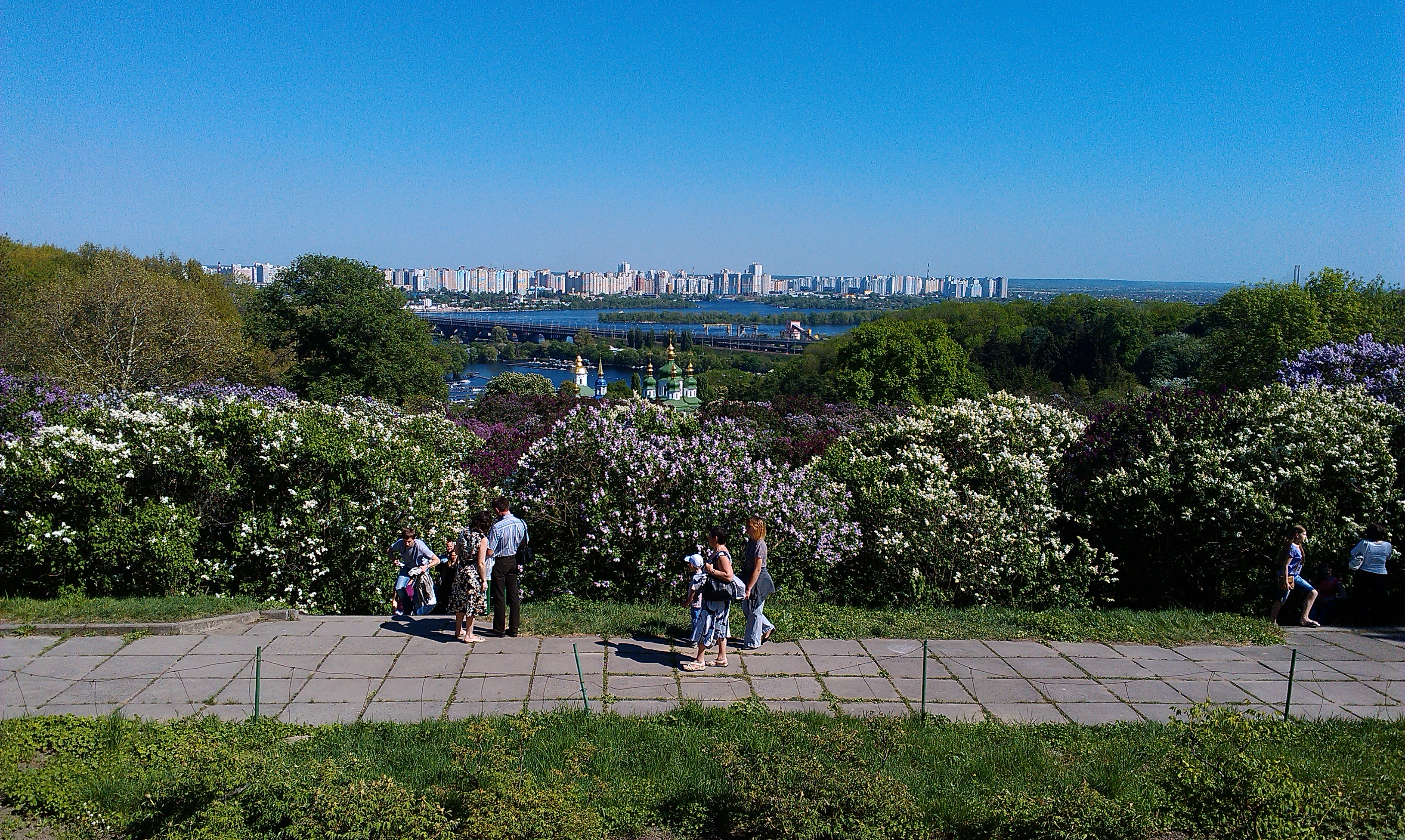
Національний ботанічний сад імені Миколи Гришка НАН України

В Україні є ботанічні сади, підпорядковані Національній академії наук України (Національний ботанічний сад імені Миколи Гришка НАН України) у Києві, Донецький та Криворізький ботанічний сад НАН України), та підпорядковані іншим установам.
Львівська та київська колекції тропічних і субтропічних рослин, з колекцій усіх українських ботанічних садів, внесені до державного реєстру наукових об'єктів, що становлять національне надбання країни.
Всього в Україні станом на 2015 рік нараховувалося 30 ботанічних садів і 19 дендропарків різного підпорядкування, координацію наукових досліджень та організаційну діяльність яких здійснює Рада ботанічних садів та дендропарків України. Головною установою Ради є Національний ботанічний сад імені Миколи Гришка НАН України. У 2012 році Рада ботанічних садів і дендропарків України була одним з ініціаторів створення Ради ботанічних садів і дендропарків при Міжнародній асоціації академій наук.

### Список ботанічних садів України
- Ботанічний сад Асканія-Нова
- Ботанічний сад Вінницького державного аграрного університету
- Ботанічний сад Дніпропетровського національного університету
- Ботанічний сад Державного агроекологічного університету
- Донецький ботанічний сад НАН України
- Запорізький міський дитячий ботанічний сад
- Ботанічний сад Прикарпатського національного університету ім. В. Стефаника
- Ботанічний сад Подільського державного аграрно-технічного університету
- Ботанічний сад Національного аграрного університету
- Кременецький ботанічний сад
- Криворізький ботанічний сад НАН України
- Ботанічний сад Луганського державного педагогічного університету ім. Т. Г. Шевченка
- Ботанічний сад «Волинь» Волинського державного університету ім. Л. Українки
- Ботанічний сад Львівського національного університету ім. І. Франка
- Ботанічний сад Національного лісотехнічного університету України
- Ботанічний сад кафедри фармакогнозії і ботаніки Львівського національного медичного університету
- Ботанічний сад агробіостанції факультету природознавства Ніжинського державного університету ім.
- Національний ботанічний сад імені Миколи Гришка НАН України Офіційний сайт [Архівовано 20 квітня 2021 у Wayback Machine.]
- Ботанічний сад ім. академіка О. В. Фоміна Київського національного університету ім. Тараса Шевченка
- Ботанічний сад Одеського національного університету ім. І. І. Мечникова
- Ботанічний сад Полтавського національного педагогічного університету імені В. Г. Короленка
- Ботанічний сад Таврійського національного університету ім. В. І. Вернадського
- Ботанічний сад Сумського педагогічного університету ім. А. С. Макаренка
- Ботанічний сад Харківського національного університету ім. В. Н. Каразіна
- Ботанічний сад при ХДУ — ботанічний сад Херсонського державного університету
- Ботанічний сад Хмельницького національного університету
- Ботанічний сад Черкаського національного університету ім. Б. Хмельницького
- Ботанічний сад Чернівецького національного університету ім. Ю. Федьковича
- Ботанічний сад Ужгородського національного університету
- Нікітський ботанічний сад УААН — Національний науковий центр

## У світі

### Найбільший ботанічний сад
У провінції Хебей (Китай) планують звести найбільший у світі ботанічний сад площею 15 га. Купол, розташований на висоті сорока метрів, буде поділено на 8 частин. Зводитимуть його за допомогою системи Пантадома, тобто всі деталі конструкції збиратимуть на землі, а потім підніматимуть вгору. Це заощадить гроші на будівництві риштування, бо територія надто велика.
Про бюджет проекту і терміни його реалізації наразі нічого невідомо. Та якщо його втілять у життя, то це буде «найбільша теплиця в історії людства», кажуть у компанії EASTERN.

## Термінологія
В англомовних країнах зазвичай ботанічні сади поділяються на 2 категорії, і для кожної є своя окрема назва:
- conservatory — оранжерея для теплолюбних рослин
- arboretum — сад для різних рослин